# Naturpark Homert

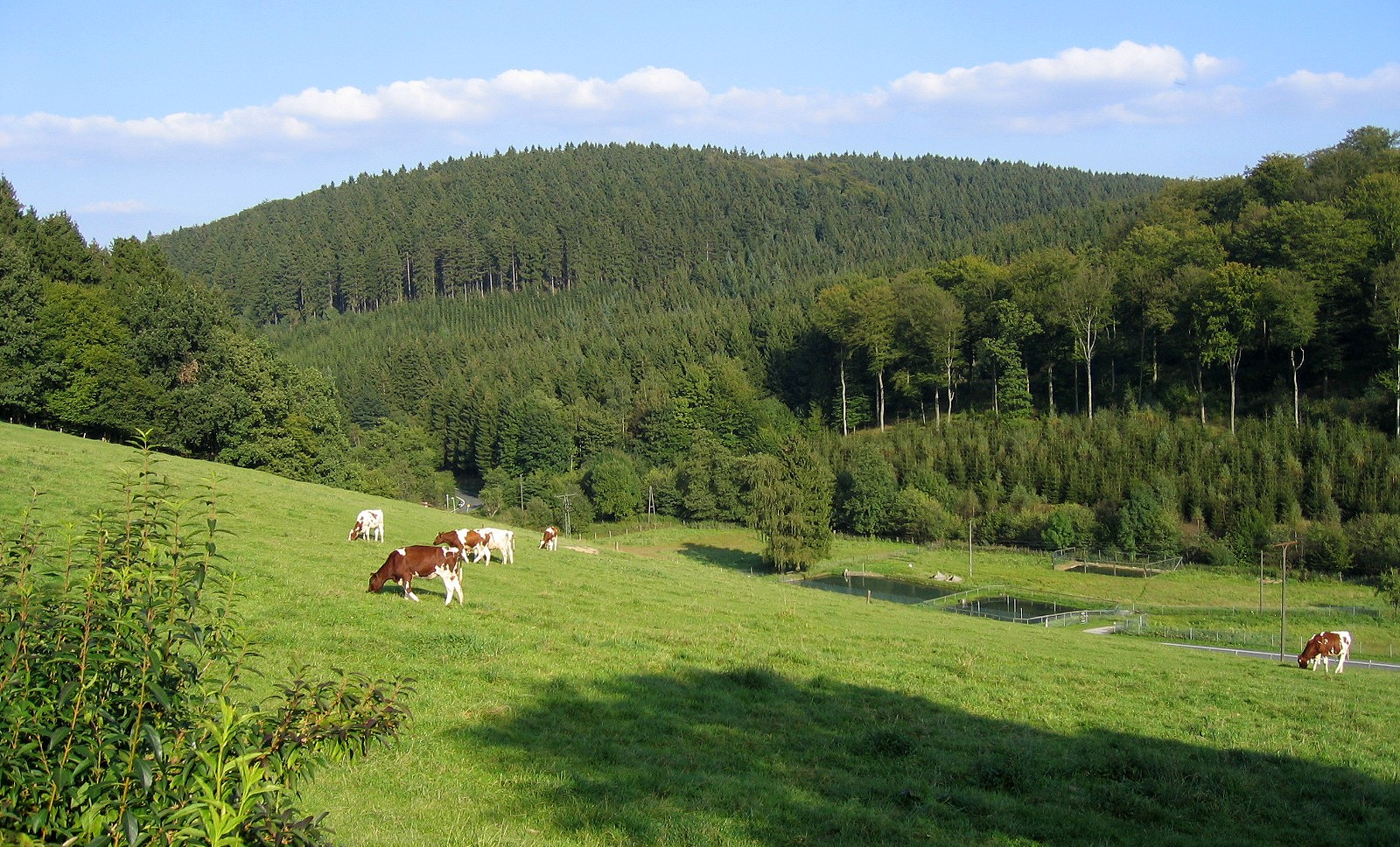
Vieh- und Fischwirtschaft in Hemer-Heppingsen

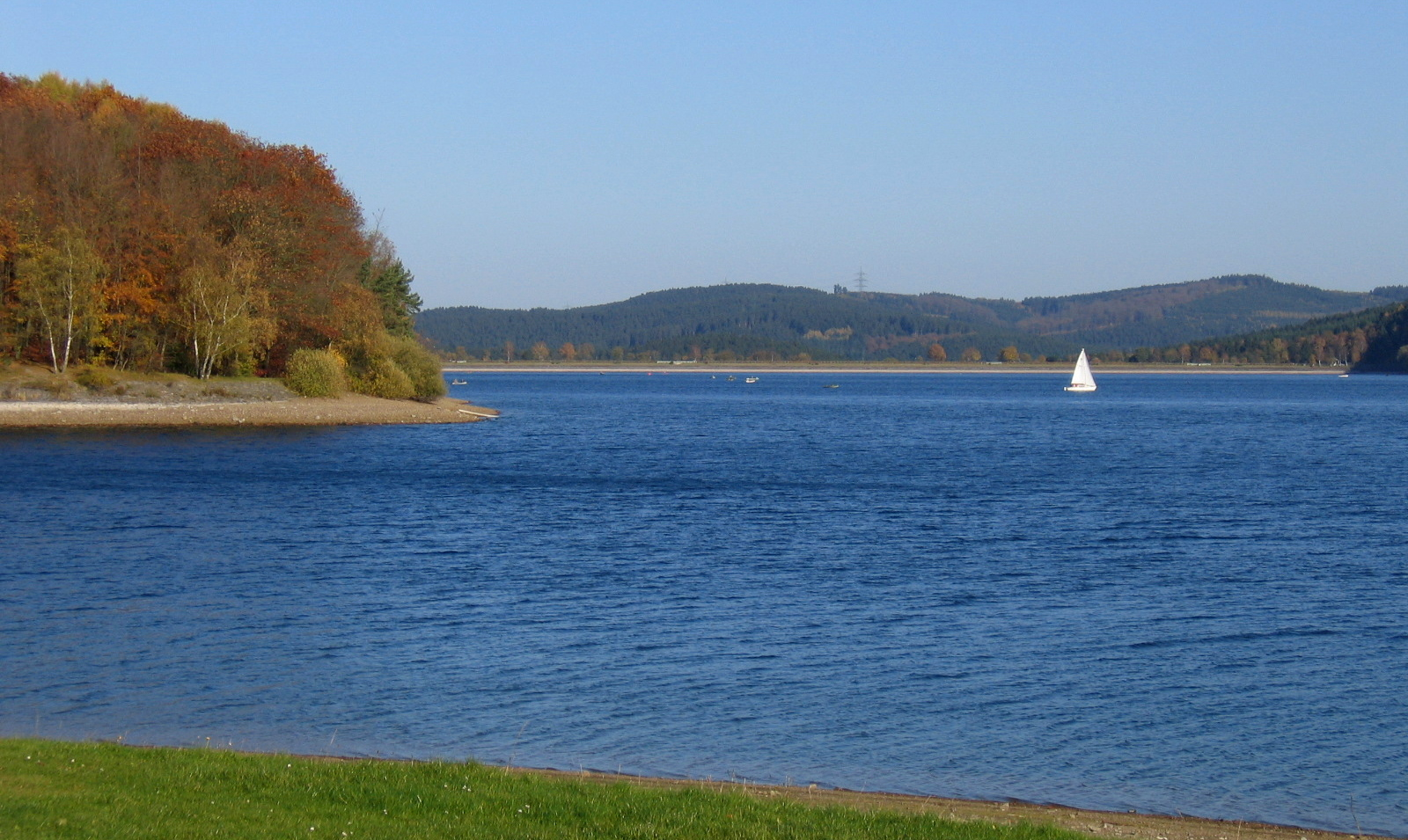
Blick auf den Sorpesee

Der Naturpark Homert war ein etwa 550 km² großes Gebiet, das 1965 als Naturpark ausgewiesen wurde. Zum 1. Mai 2015 ging er zusammen mit den Naturparks Ebbegebirge und Rothaargebirge im Naturpark Sauerland-Rothaargebirge auf. Der ehemalige Naturpark liegt im Sauerland, zwischen dem Lennetal im Südwesten und dem Ruhrtalgebiet im Nordosten. Den Namen Homert hatte der Park von seiner im Südosten liegenden höchsten Erhebung, der 656 Meter hohen Homert im Lennegebirge. 
Im Nordosten an das Gebiet schließt sich der Naturpark Arnsberger Wald an. Der Südosten angrenzende vormalige Naturpark Rothaargebirge und der im Südwesten angrenzende vormalige Naturpark Ebbegebirge gehören, wie der Naturpark Homert selbst seit 2015 zum Naturpark Sauerland-Rothaargebirge. 
Das abwechslungsreiche Landschaftsbild des Gebiets ist geprägt von Wald, Acker- und Grünland, Flusstälern, bizarren Klippen und Felsformationen, besonders im Hönnetal entlang der Hönne. Randbereiche des Hönnetals haben eine besonders artenreiche Tier- und Pflanzenwelt. So gab es Vorkommen verschiedener Wacholder-Bergheiden. Einige Teile des Naturparks sind – über den Naturparkstatus hinausgehend – als Natur- oder Landschaftsschutzgebiete geschützt.
Durch Rodungen in vergangenen Jahrhunderten ist nur noch etwas mehr als die Hälfte des Gebiets des ehemaligen Naturparks bewaldet. In dem Gebiet liegen der Sorpesee und die Hennetalsperre. Die Uferbereiche der Talsperren sind an einigen Stellen für Haubentaucher und andere Wasservogelarten Brutgebiete. Im Naturpark brüten unter anderem auch jeweils einige Brutpaare vom Rotmilan, Schwarzstorch und Kolkrabe.
Zu den Natursehenswürdigkeiten des Gebiets gehören unter anderem das Felsenmeer Hemer, die Balver Höhle, welche die größte Kulturhöhle Deutschlands ist, die Reckenhöhle bei Balve und die Heinrichshöhle in Hemer mit einem vollständig erhaltenen, etwa 150.000 Jahre alten Skelett eines Höhlenbären.
Das gesamte Gebiet ist durchzogen von markierten Wander- und Radwegen.